# لافایت (ایندیانا)
لافایت (به انگلیسی: Lafayette) شهری در ایالات متحده آمریکا با جمعیت ۶۷٬۱۴۰ نفر است که در ایندیانا واقع شده‌است.

## موقعیت جغرافیایی
موقعیت جغرافیایی شهرها و مناطق اطراف به شرح زیر است:

## نگارخانه

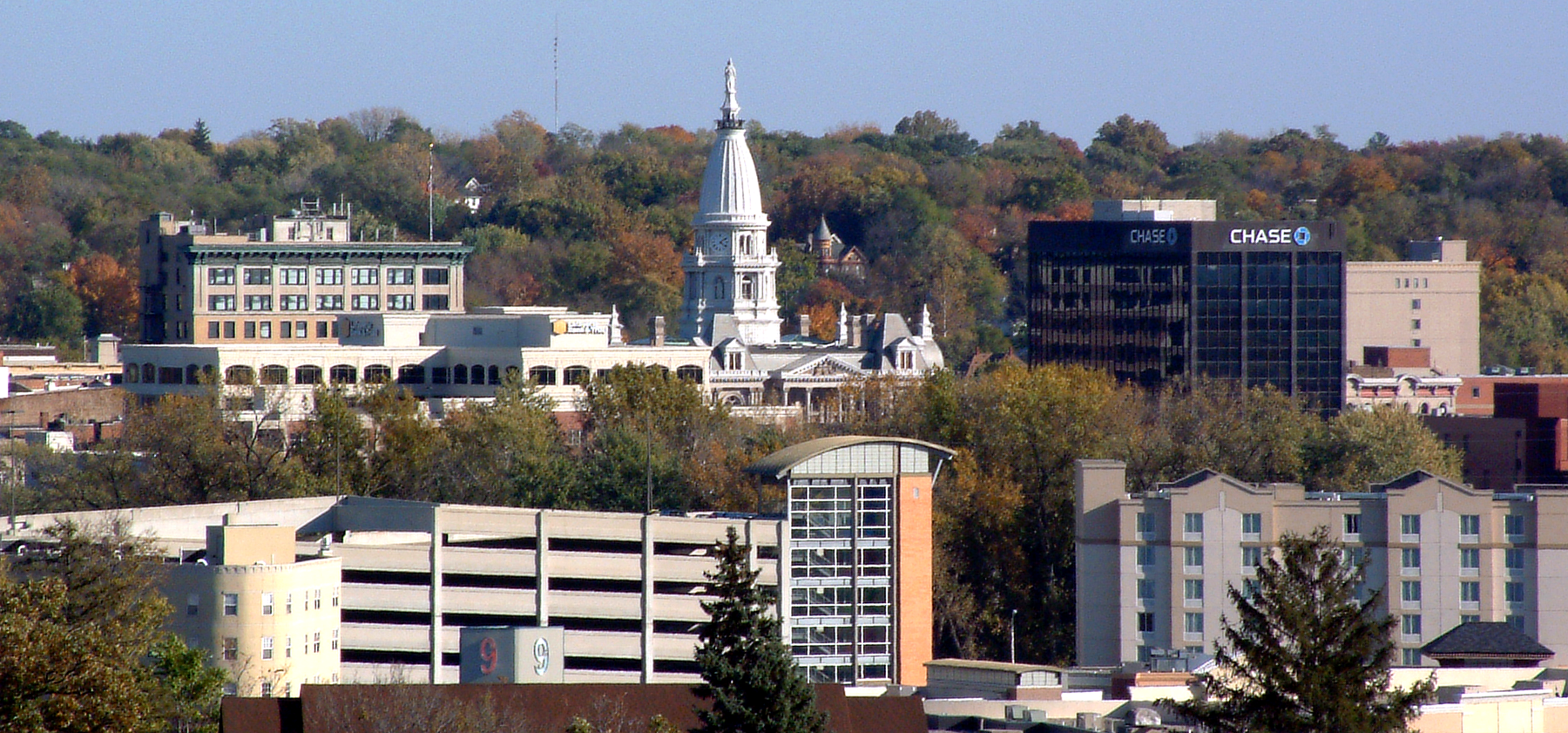
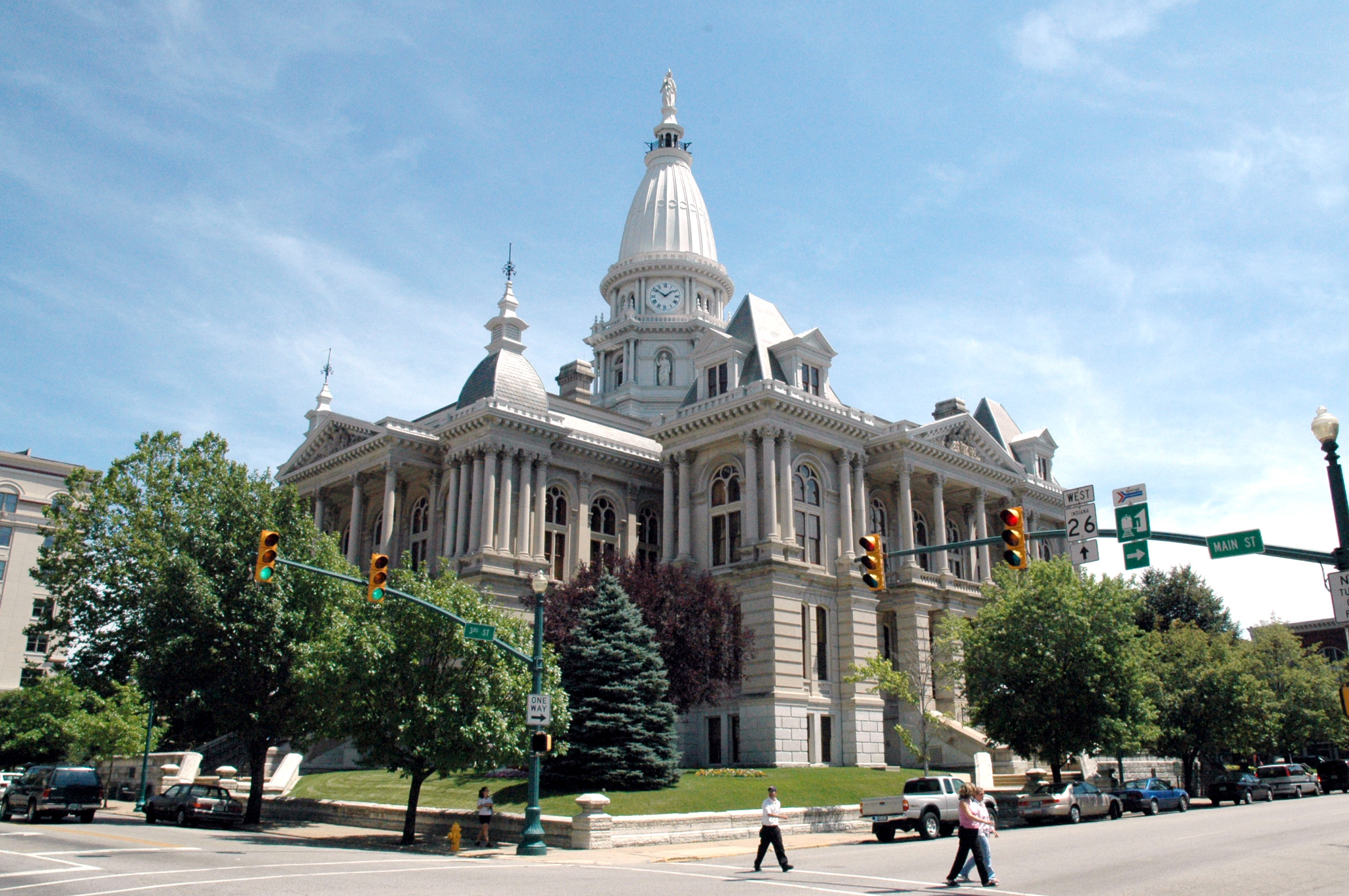
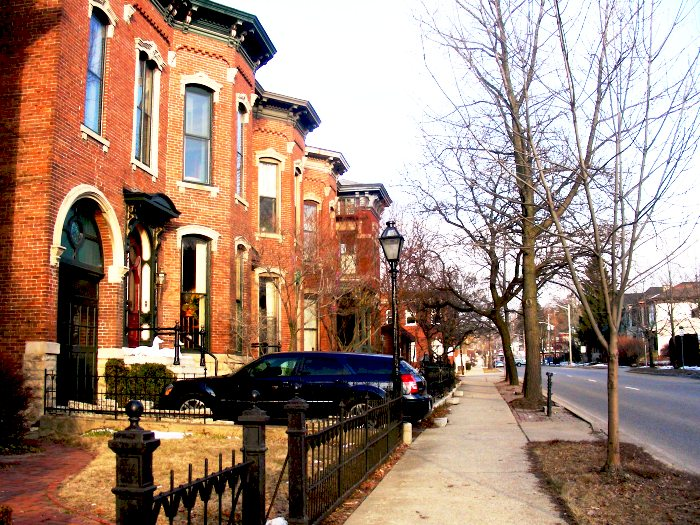
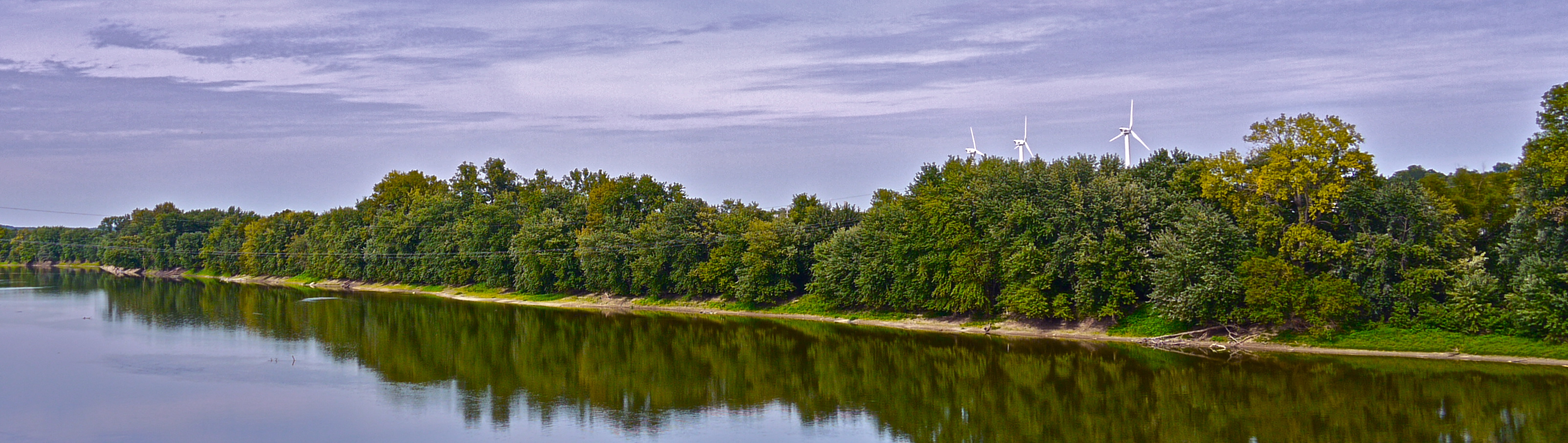
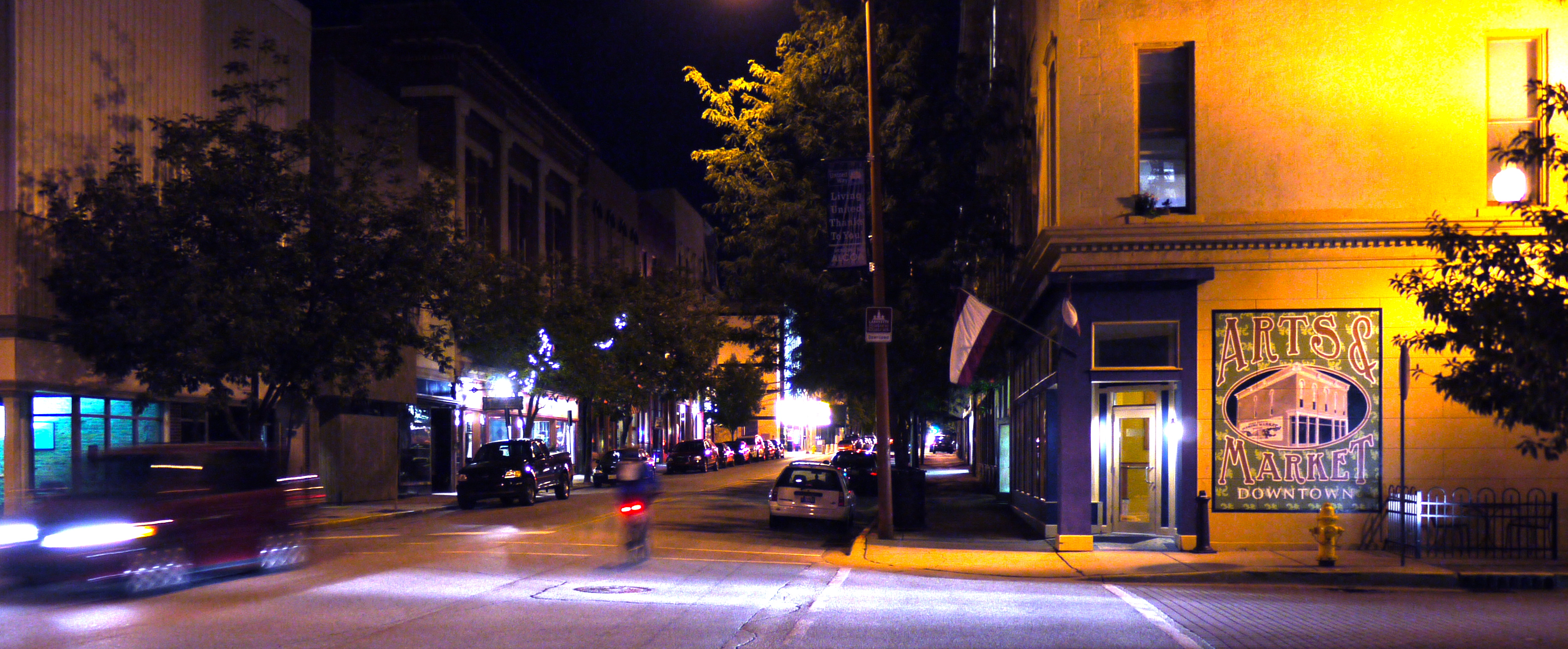